# Sloboda Bolehivska, Dolîna
Sloboda Bolehivska (în ucraineană Слобода Болехівська) este localitatea de reședință a comunei Sloboda Bolehivska din raionul Dolîna, regiunea Ivano-Frankivsk, Ucraina.

## Demografie
Componența lingvistică a localității Sloboda Bolehivska
     Ucraineană (99,78%)
     Alte limbi (0,22%)
Conform recensământului din 2001, majoritatea populației localității Sloboda Bolehivska era vorbitoare de ucraineană (99,78%), existând în minoritate și vorbitori de alte limbi.